# Abington
Abington (comtat de Plymouth, Massachusetts) és un lloc designat pel cens ubicat al comtat de Plymouth a l'estat nord-americà de Massachusetts. Al Cens de 2010 tenia 15.985 habitants i una densitat poblacional de 624,05 persones per km².
Abington està ubicat a les coordenades 42° 7′ 12″ N 70° 57′ 26″ O. Segons l'Oficina del Cens dels Estats Units, Abington té una superfície total de 25.61 km², de la qual 25 km² corresponen a terra ferma i (2,41%) 0,62 km² és aigua.
Segons el cens del 2010, hi havia 15.985 persones residint a Abington. La densitat de població era de 624,05 hab./km². Dels 15.985 habitants, Abington estava compost pel 92,51% blancs, el 14,02% eren afroamericans, el 0,29% eren amerindis, l'1,78% eren asiàtics, el 0,01% eren illencs del Pacífic, l'1,9% eren d'altres races i l'1,37% pertanyien a dues o més races. Del total de la població l'1,94% eren hispans o llatins de qualsevol raça.